# Mike Nesbitt
Pour les articles homonymes, voir Nesbitt.
Michael, dit Mike Nesbitt, né le 11 mai 1957 à Belfast, est un homme politique britannique qui est le Leader du Parti unioniste d'Ulster (UUP) depuis 2024.

## Biographie
Leader du Parti unioniste d'Ulster (UUP) depuis 2012, il est député à l'Assemblée d'Irlande du Nord depuis 2011. 